# Groupe industriel
Un groupe industriel est comme tout groupe d'entreprises, un ensemble important d'entreprises intégrées sous un pôle financier unique, dont la particularité est d'exercer son activité essentiellement dans un secteur industriel. 

## Aspects génériques
Pour le détail, voir Groupe d'entreprises
Les groupes industriels ont des organisations, variables d'un groupe à l'autre :
- juridique ;
- fonctionnelle ;
- comptable.

Un groupe peut être :
- public ;
- coopératif ;
- ou capitaliste, ce dernier cas étant le plus fréquent.

Ils peuvent être composés d'entreprises de statuts juridiques différents, selon les pays par exemple. Ils peuvent avoir un organigramme fonctionnel par pays, régions, branches d'activité, etc.